# Dławica związana z mostkami mięśniowymi nad tętnicami wieńcowymi

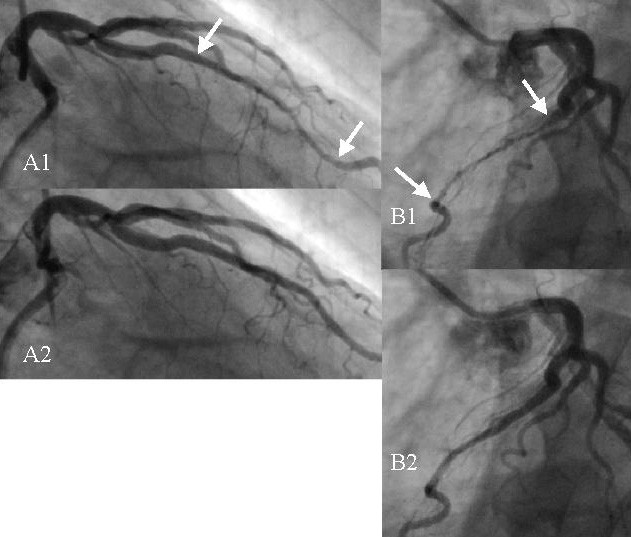
Obrazy angiografii 65-letniego pacjenta z mostkiem mięśniowym przebiegającym nad tętnicą międzykomorową przednią (LAD). A1) Projekcja prawo-skośna pod koniec skurczu. Uciśnięty odcinek naczynia wskazują dwie strzałki. B1) Lewy przedni skośny widok w tym samym okresie cyklu serca. A2) Ten sam rzut co w A1, ale 133 ms później. Odcinek tętnicy już nie jest zwężony. B2) Widok w rzucie takim jak na B1, 133 ms później

Dławica związana z mostkami mięśniowymi nad tętnicami wieńcowymi (ang. myocardial bridges) – rzadka postać dławicy piersiowej związana z odmiennościami anatomicznymi budowy mięśnia sercowego, jakimi są przebiegające ponad nadwsierdziowymi odcinkami tętnic wieńcowych pasma mięśniowe (mostki). 

## Historia
Pierwszy opis mostka mięśniowego nad tętnicą wieńcową jest autorstwa Reymana który opisał tę anomalię w 1737 roku. W 1951 roku wyniki szerokich badań autopsyjnych przedstawił Geiringer. W 1995 roku Stables opisał zabieg stentowania uciśniętej przez mostek tętnicy.

## Etiologia
Mostki mięśniowe to odmienności anatomiczne budowy mięśnia sercowego, mające postać pasm mięśniowych przebiegających nad nadwsierdziowymi tętnicami wieńcowymi. Podczas skurczu taki mostek może powodować uciśnięcie i zwężenie naczynia.

## Rozpoznanie
Podstawą rozpoznania jest koronarografia.